# Malthodes pumilus
Malthodes pumilus är en skalbaggsart som först beskrevs av Louis Alphonse de Brébisson 1835.  Malthodes pumilus ingår i släktet Malthodes, och familjen flugbaggar. Arten är reproducerande i Sverige.

## Bildgalleri

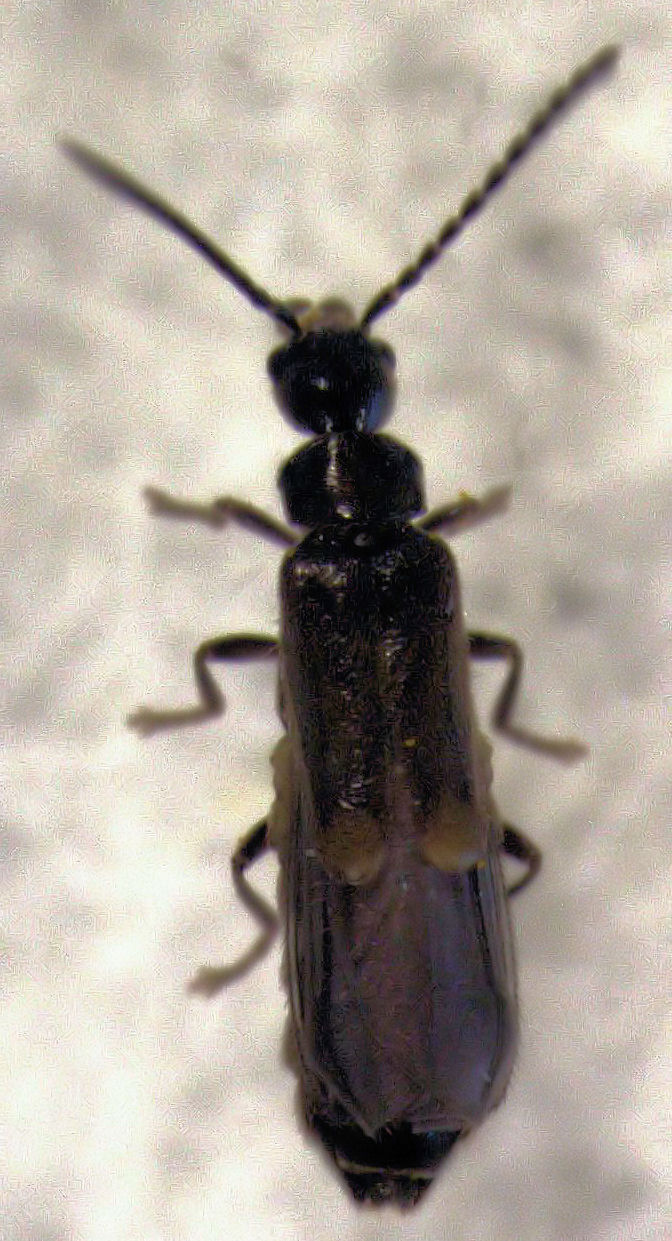
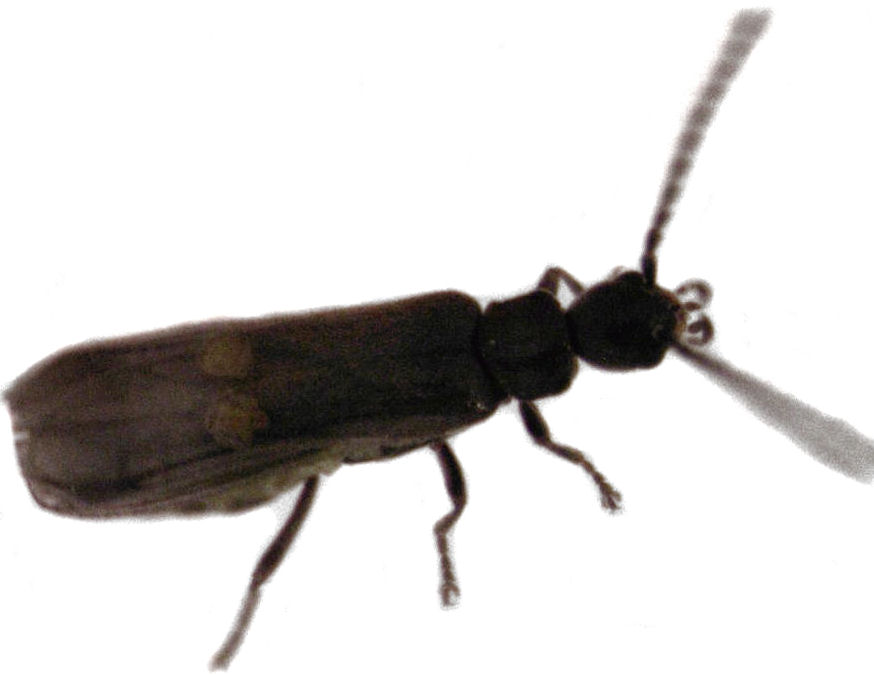